# Victoria Colosio
Victoria Colosio (Casilda, 1927-Buenos Aires, 13 de noviembre de 2016)
fue una bailarina de tango y coreógrafa argentina, maestra de varias generaciones de tangueros.
Transitó escenarios nacionales e internacionales en el arte de bailar tango, a partir de una pedagogía propia, que presentó en su libro Propedeútica de la danza.
Fue reconocida por toda una generación de bailarines que aprendió de su mano.

## Síntesis biográfica
Nació en la localidad de Casilda, en la provincia de Santa Fe, a 50 km al oeste de Rosario.
Fue maestra de tango de muchos actuales bailarines y profesores de danzas, como
Ricardo Calvo,
Mercedes Quilici y Rogelio Bravo,
Osvaldo Roldán (desde 1987).
Marcelo Solís (en 1985) y
Rubén Ventrella.

### Trayectoria profesional
En los años setenta, cuando Victoria Colosio comenzó a hacerse conocida como profesora y coreógrafa de tango en Rosario, el escenario tanguero local ―que entre los años 1920 y 1960 había convertido a Rosario en la segunda ciudad tanguera de la Argentina, después de Buenos Aires― había desaparecido. En los años ochenta comenzó un resurgimiento.
Victoria Colosio fue la primera persona que nuevamente hizo bailar tango a los jóvenes en la ciudad de Rosario.
Colosio dirigió el grupo de tango Casa 9, con el que presentó el espectáculo Vengo a rescatarte, tango (1987).
El principal bailarín de su grupo fue Rodolfo Ruiz Díaz, el Duende.
En 1988 coreografió el tango Muralla china (de Astor Piazzolla), en la Sala Lavardén. En la sala Empleados de Comercio coreografió una poesía de Jorge Luis Borges con música de Astor Piazzolla, interpretado por la bailarina Liliana Sanguineti (1947-) y el grupo de tango Casa 9, en el cierre de un simposio literario que dirigió la escritora Alma Maritano.
En 1991 enseñó tango en Milán (Italia).
En el teatro Nobel (de Milán) presentó su show Tango mágico.
En 1998 presentó Poca cosa, un show de síntesis de artes, pintura, poesía, tango y danzas orientales.
En el espectáculo 555 (de 1992) mezcló la obra Libertango del bandoneonista y compositor argentino Astor Piazzolla con una grabación del guitarrista estadounidense Eric Clapton.
Enseñó a bailar el tango en varios países de América y de Europa.
Durante varios años realizó en distintas ciudades su Taller de Interpretación de Tango, donde presenta su metodología de enseñanza propedéutica de la danza.
En 2003 realizó junto con Norma Mc Donell el espectáculo Esquina de Tango, que se presentó en el teatro La Comedia (de Rosario).
En 2004 estrenó su espectáculo Tango para vivir como introducción explanación su libro de tango (en esa época inédito). Lo presentó en varias oportunidades durante varios años.
En 2005 ―patrocinada por Seguros La Segunda― publicó el libro Tango para vivir: propedéutica de la danza.
En 2006 hizo la puesta en escena de la obra Tango para vos, del grupo Tango Minado y de un espectáculo del grupo El Quiebre.
En 2006 formó el grupo Victoria del Tango ―integrado por
Pablo Benso,
Rogelio Bravo,
Hernán Cavallero,
Myriam González,
Pablo Moyano,
Martín Pennacchietti,
Martín Piñol,
Mercedes Quilici y
Virginia Tuells―
y llevó Tango para vivir a varias ciudades europeas, como Weimar (Alemania) y Milán (Italia). También dictó seminarios de baile tanguero.
De vuelta en Rosario se presentó en la Plaza Cívica (en el interior de la Sede de Gobernación de la Provincia de Santa Fe).
En 2008, Victoria Colosio fue retratada en el documental Victoria, un instante (de 38 minutos), realizado por Casa de la Poesía y 12 Ojos.
En diciembre de 2008 participó en carácter de organizadora de la Primera Bienal de Tango en Rosario, auspiciada por la Municipalidad de Rosario.
Allí presentó el espectáculo Tango: Rumbo, Identidad, Curación.
En 2012 presentó en el VIII Encuentro Metropolitano de Tango (en Rosario), una clase magistral de su método «Propedéutica de la danza».

### Fallecimiento
Colosio enfermó de cáncer.
El 26 de septiembre de 2016 se realizó un homenaje en Rosario para colectar fondos para ayudarla en su internación en la ciudad de Buenos Aires.
Falleció en la ciudad de Buenos Aires el domingo 13 de noviembre de 2016, a los 89 años.

## Publicaciones
- Tango para vivir: propedéutica de la danza. Rosario: Seguros La Segunda, edición de la autora, 2005. 188 páginas. ISBN 978-987-43-9098-1.